# حذاء الثلج
حذاء الثلج هو حذاء مُخصص يُمكِّن الشخص من السير فوق الثلج، دون أن يغطس فيه. وهذا ممكن لأن حذاء الثلج، يوزع وزن المرء على مساحة كبيرة. ومعظم أحذية الثلج يبلغ طولها 90 سم على الأقل، ويتراوح عرضها ما بين 30سم و46سم. الشكل التقليدي يكون مصنوع من إطار خشبي خفيف ومثنية على هيئة شكل بيضِوي طويل. ويتم شد سيور من جلد الحيوان عبر الإطار. وعند السير بأحذية الثلج يحرك مرتديها قدميه، بحيث تتزحلق أحذية الثلج بطول سطح الثلج. ويعطي مرتدي أحذية الثلج حركة باتجاه الخارج مع كل خطوة.

## معرض صور

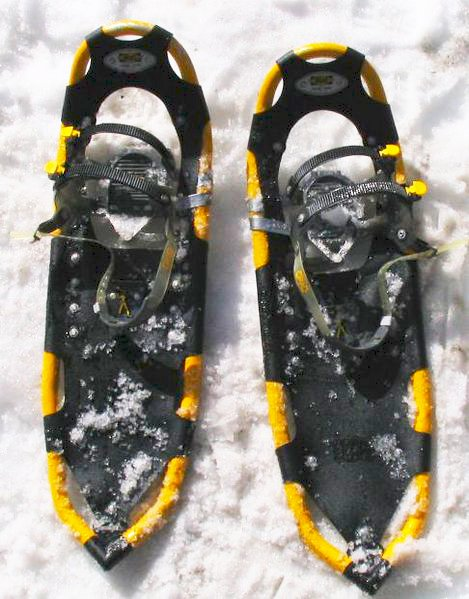
زوج من أحذية الثلج الحديثة.
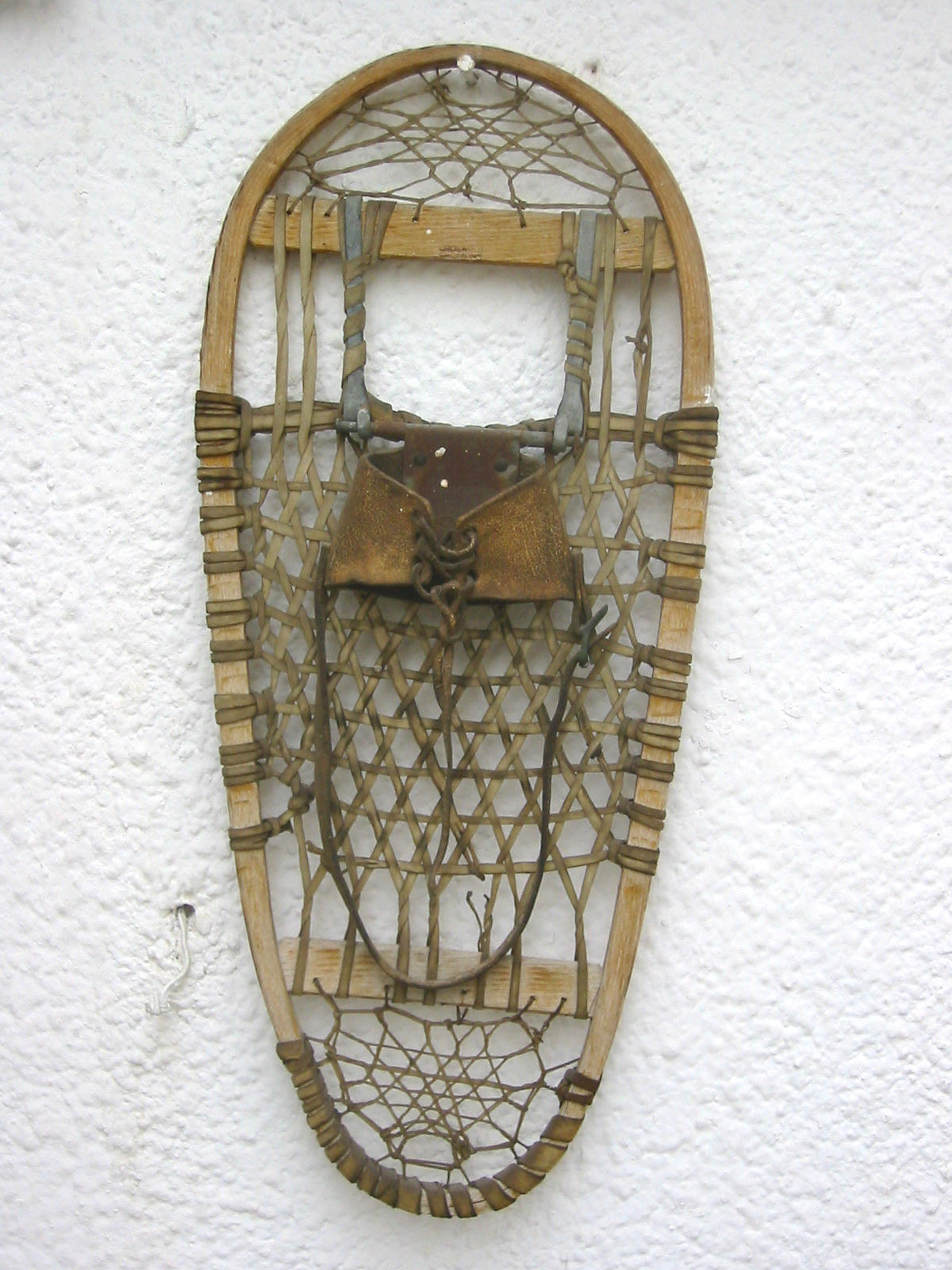
حذاء ثلج تقليدي.